# 서스캐처원 래틀러스
서스캐처원 래틀러스(영어: Saskatchewan Rattlers)는 캐나다 서스캐처원주 새스커툰를 연고지로 하는 CEBL 소속 프로 농구 팀이다.

## 역대 홈경기장
| 서스캐처원 래틀러스 |             |                       |      |
| 경기장              | 사용기간    | 장소                  | 비고 |
| 사스크텔 센터       | 2019년~현재 | 서스캐처원주 새스커툰 | 빈칸 |